# Papi Sánchez
Pour les articles homonymes, voir Papi.
 (juin 2011).
Si vous disposez d'ouvrages ou d'articles de référence ou si vous connaissez des sites web de qualité traitant du thème abordé ici, merci de compléter l'article en donnant les références utiles à sa vérifiabilité et en les liant à la section « Notes et références ».
Robert José de Léon Sánchez dit Papi Sánchez, né le 18 septembre 1975 à Saint-Domingue, est un chanteur de merengue et un rappeur.
Il obtient un tube international en 2004 avec la chanson Enamórame.
Papi Sánchez forme dès 14 ans son premier groupe de hip-hop, puis travaille sur plusieurs radios locales où il est technicien et animateur. Il est d'ailleurs aujourd'hui directeur d'une radio.

## Discographie
- Suave Mami 2003
- Que dura Tu Ta 2003
- Enamórame 2004
- Vamonos De Party 2004
- Dilema a.k.a. Dilemma 2004
- Mi Primera Dama 2004
- Mano Pa Arriba 2005
- El Amor Se Fue 2005
- La Rabiosa 2005
- Las Sibaeñas 2005
- Sigo Con Mi Calor 2005
- Pakity 2006
- Unete Al Baile 2007
- Hazme El Amor En La Playa 2008
- Asi Es El Amor 2008
- Solo 2009
- How Nazty 2010
- Egoista Feat Tranzas 2010
- Guayamo o Peliamo Feat Shabakan 2010
- Como Respirar 2010
- Pop Pop Kuduro 2011